# Мелехово (Крым)

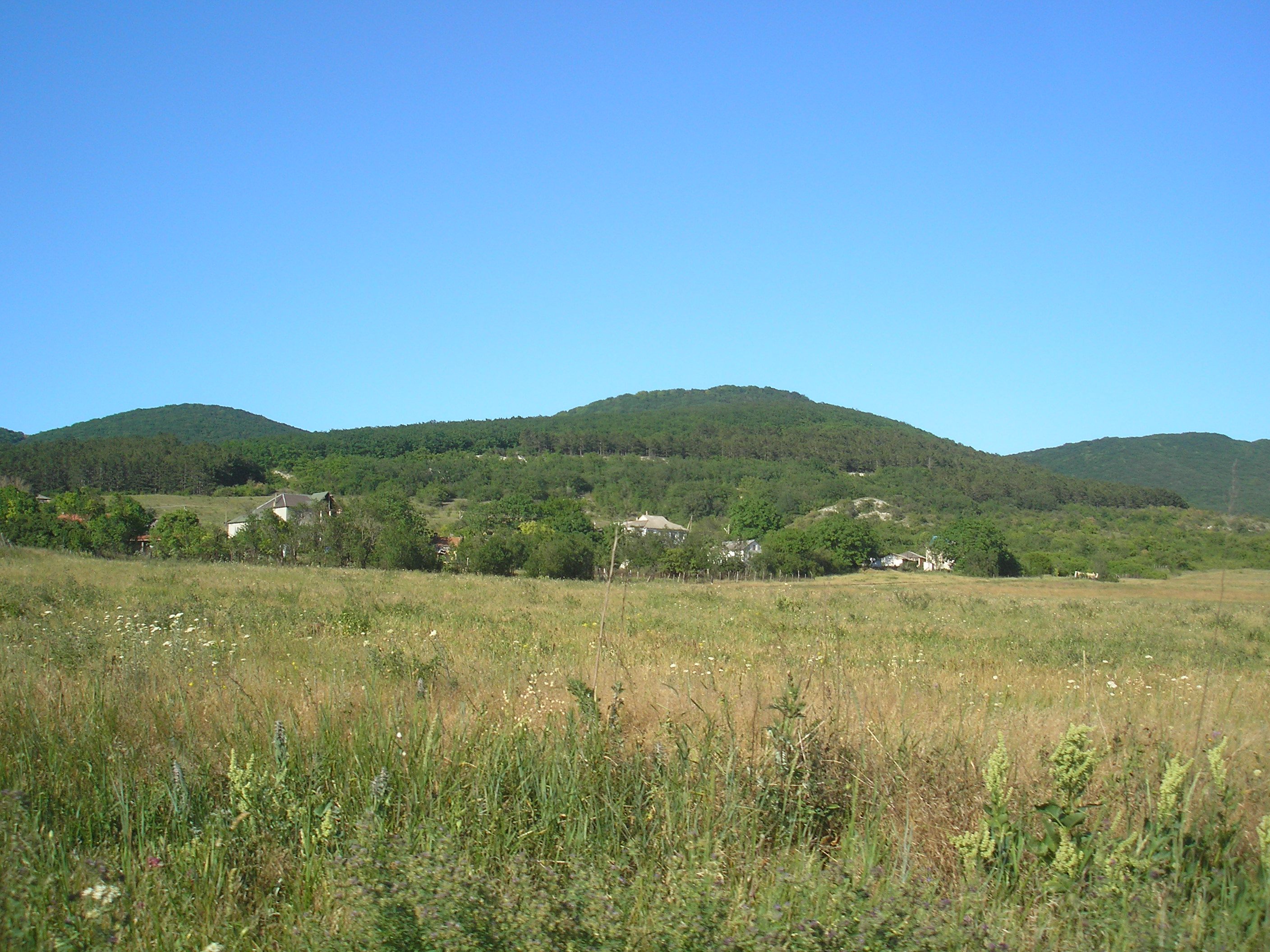

Ме́лехово (до 1948 года Текие́; укр. Мелехове, крымскотат. Tekiye, Текие) — село в Белогорском районе Республики Крым, входит в состав Богатовского сельского поселения (согласно административно-территориальному делению Украины — Богатовского сельского совета Автономной Республики Крым).

## Население
| 2001 | 2014 |
| ---- | ---- |
| 66   | ↗74  |

Всеукраинская перепись 2001 года показала следующее распределение по носителям языка
| Язык             | Процент |
| ---------------- | ------- |
| русский          | 63.64   |
| крымскотатарский | 34.85   |
| украинский       | 1.52    |

### Динамика численности
| - 1805 год — 104 чел. - 1864 год — 58 чел. - 1889 год — 116 чел. - 1892 год — 153 чел. - 1900 год — 0 чел. - 1915 год — 141 чел. | - 1926 год — 138 чел. - 1939 год — 172 чел. - 1989 год — 61 чел. - 2001 год — 66 чел. - 2009 год — 64 чел. - 2014 год — 74 чел. |

## Современное состояние
На 2017 год в Мелехово числится 2 улицы — Лесная и Мелеховская; на 2009 год, по данным сельсовета, село занимало площадь 14 гектаров на которой, в 26 дворах, проживало 64 человека.

## География
Мелехово — небольшое горное село на востоке района, на правой стороне долины Кучук-Карасу, в пределах Внутренней гряды Крымских гор на юго-западном склоне горного массива Кубалач, в полутора километрах к востоку от села вершина Аюлу-Кая (630 м), высота центра села над уровнем моря — 345 м. Соседние сёла: Богатое в 1 км к юго-западу, Русское в 1 км к югу и Лечебное — 1,5 км на север.
Расстояние до райцентра — около 16 километров (по шоссе), расстояние до железнодорожных станций Симферополь и Феодосия — 59—60 км. Транспортное сообщение осуществляется по региональной автодороге 35Н-100 от шоссе Симферополь — Феодосия (по украинской классификации — С-0-10324).

## История
Первое документальное упоминание села встречается в Камеральном Описании Крыма… 1784 года, судя по которому, в последний период Крымского ханства Текия входил в Ширинский кадылык Кефинского каймаканства. После присоединения Крыма к России (8) 19 апреля 1783 года, (8) 19 февраля 1784 года, именным указом Екатерины II сенату, на территории бывшего Крымского Ханства была образована Таврическая область и деревня была приписана к Левкопольскому, а после ликвидации в 1787 году Левкопольского — к Феодосийскому уезду Таврической области. После Павловских реформ, с 1796 по 1802 год, входила в Акмечетский уезд Новороссийской губернии. По новому административному делению, после создания 8 (20) октября 1802 года Таврической губернии, Текие было включено в состав Кокташской волости Феодосийского уезда.
По Ведомости о числе селений, названиях оных, в них дворов… состоящих в Феодосийском уезде от 14 октября 1805 года, в деревне Текие числилось 13 дворов и 104 жителя, исключительно крымских татар. На военно-топографической карте генерал-майора Мухина 1817 года обозначена деревня Текие с 15 дворами. После реформы волостного деления 1829 года, согласно «Ведомости о казённых волостях Таврической губернии 1829 года», Текие в составе преобразованной Кокташской волости. На карте 1836 года в деревне 19 дворов. Затем, видимо, в результате эмиграции крымских татар, деревня заметно опустела и на карте 1842 года деревня Текие обозначена условным знаком «малая деревня», то есть, менее 5 дворов
В 1860-х годах, после земской реформы Александра II, деревню приписали к Салынской волости того же уезда. В «Списке населённых мест Таврической губернии по сведениям 1864 года», составленном по результатам VIII ревизии 1864 года, Текие — татарская деревня во владении ведомства мусульманского (магометанского) духовного правления с 10 дворами, 50 жителями и мечетью при фонтане. По обследованиям профессора А. Н. Козловского начала 1860-х годов, в селении «…имелась пресная вода в изобилии из горных родников и ручьёв». На трёхверстовой карте Шуберта 1865—1876 года в деревне Текие обозначено 10 дворов.
В «Памятной книге Таврической губернии 1889 года», по результатам Х ревизии 1887 года, записано Текие с 24 дворами и 116 жителями. На верстовой карте 1890 года в деревне обозначено 25 дворов с татарским населением. По «…Памятной книжке Таврической губернии на 1892 год» в Текие, не входившей ни в одно сельское общество, числилось 153 безземельных жителя, домохозяйств не имеющих.
После земской реформы 1890-х годов деревня осталась в составе преобразованной Салынской волости. По «…Памятной книжке Таврической губернии на 1900 год» в деревне Текие, не входившей в сельское общество, жителей и домохозяйств не числилось. По Статистическому справочнику Таврической губернии. Ч.II-я. Статистический очерк, выпуск пятый Феодосийский уезд, 1915 год, в селе Текие (вакуф) Салынской волости Феодосийского уезда числился 31 двор (все дворы безземельные) с татарским населением в количестве 141 человек приписных жителей, из которых 68 мужчин и 73 женщины. Жители землёй не владели, в хозяйствах имелось 50 лошадей, 28 волов, 31 корова и 191 голова овец, свиней, или коз.
После установления в Крыму Советской власти, по постановлению Крымревкома от 8 января 1921 года была упразднена волостная система и село вошло в состав вновь созданного Карасубазарского района Симферопольского уезда, а в 1922 году уезды получили название округов. 11 октября 1923 года, согласно постановлению ВЦИК, в административное деление Крымской АССР были внесены изменения, в результате которых округа ликвидировались, Карасубазарский район стал самостоятельной административной единицей и село включили в его состав. Согласно Списку населённых пунктов Крымской АССР по Всесоюзной переписи 17 декабря 1926 года, в селе Теки, Бахчи-Элинского сельсовета (в котором село состоит всю дальнейшую историю) Карасубазарского района, числилось 32 двора, все крестьянские, население составляло 138 человек, из них 134 татарина и 4 грека. По данным всесоюзной переписи населения 1939 года в селе проживало 172 человека.
В 1944 году, после освобождения Крыма от фашистов, согласно Постановлению ГКО № 5859 от 11 мая 1944 года, 18 мая крымские татары были депортированы в Среднюю Азию. 12 августа 1944 года было принято постановление № ГОКО-6372с «О переселении колхозников в районы Крыма», в исполнение которого в район завезли переселенцев: 6000 человек из Тамбовской и 2100 — Курской областей, а в начале 1950-х годов последовала вторая волна переселенцев из различных областей Украины. С 25 июня 1946 года Текие в составе Крымской области РСФСР. Указом Президиума Верховного Совета РСФСР, от 18 мая 1948 года, Теки (или Текие) было переименовано в Мелихово. 26 апреля 1954 года Крымская область была передана из состава РСФСР в состав УССР. По данным переписи 1989 года в селе проживал 61 человек. С 12 февраля 1991 года село в восстановленной Крымской АССР, 26 февраля 1992 года переименованной в Автономную Республику Крым. С 21 марта 2014 года в составе Крыма аннексировано Россией.